# Shimanto (train)
Pour les articles homonymes, voir Shimanto (homonymie).
Le Shimanto (しまんと, Shimanto) est un train express existant au Japon et exploité par les compagnies JR Shikoku et Tosa Kuroshio Railway qui roule de Takamatsu à Sukumo en passant par Kōchi. Son nom lui vient du fleuve du même nom s'écoulant à l'intérieur de la préfecture de Kōchi.

## Histoire
Le service Shimanto est créé le 10 avril 1988.

## Gares desservies
Le train circule de Takamatsu jusqu'au sud de la préfecture de Kōchi et la gare de Sukumo, en empruntant les lignes Yosan, Dosan, Nakamura et Sukumo.
| Liste des gares desservies |
| -------------------------- |
| Takamatsu                  |
| Sakaide                    |
| Utazu（※）                 |
| Marugame                   |
| Tadotsu                    |
| Zentsūji                   |
| Kotohira                   |
| Awa-Ikeda                  |
| Ōboke                      |
| Ōsugi                      |
| Tosa-Yamada                |
| Gomen                      |
| Kōchi                      |
| Asahi                      |
| Asakura                    |
| Ino                        |
| Sakawa                     |
| Susaki                     |
| Tosa-Kure                  |
| Kubokawa                   |
| Tosa-Saga                  |
| Tosa-Kamikawaguchi（※）    |
| Tosa-Irino                 |
| Nakamura                   |
| Hirata                     |
| Sukumo                     |

（※）Certains Limited Express Shimanto ne s'arrêtent pas à ces gares.

## Matériel roulant
Les trains utilisés sur ce service sont des rames de série 2700. Autrefois, des trains de série 2000 et de série KiHa 181 effectuaient ce service.

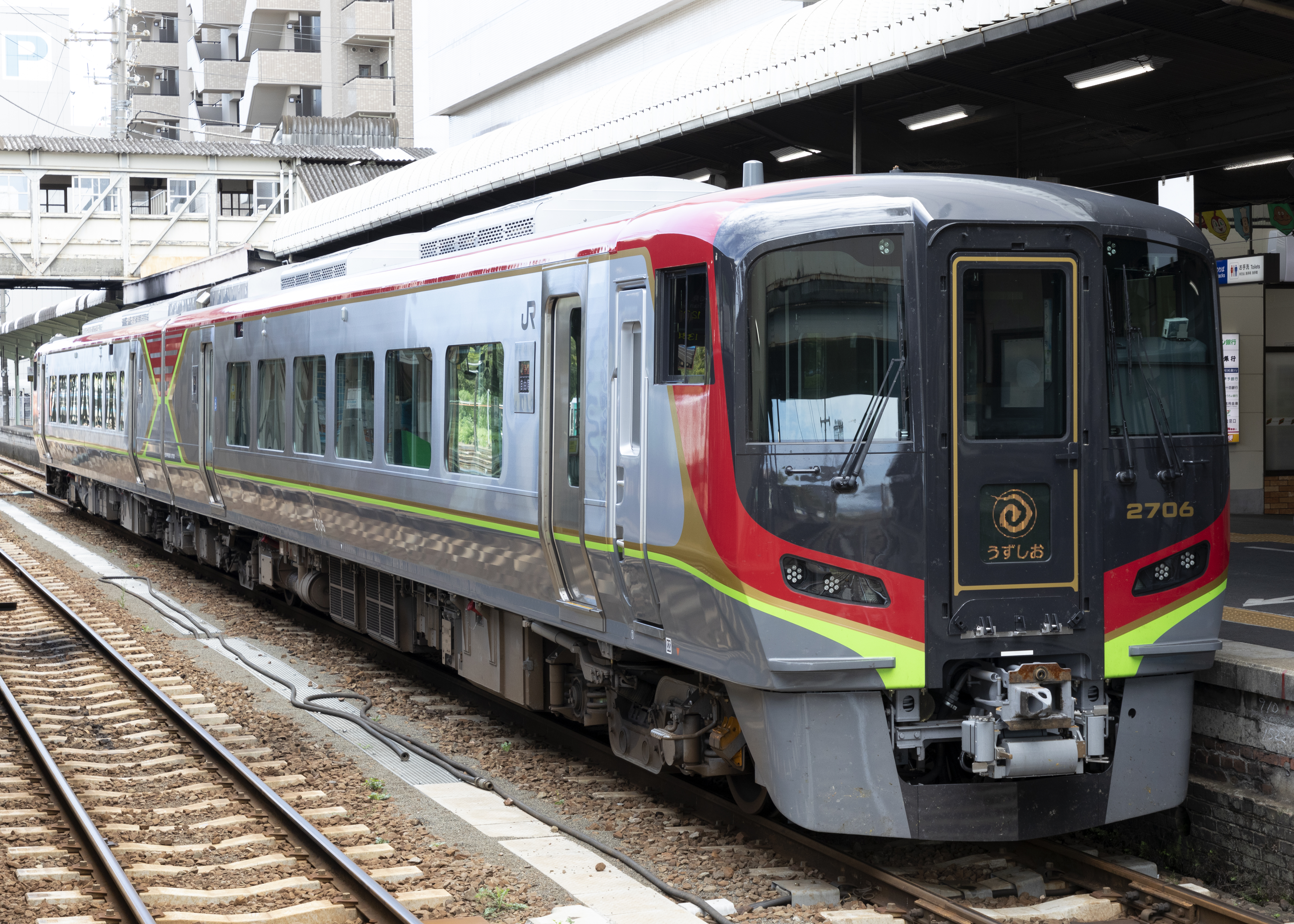
Série 2700
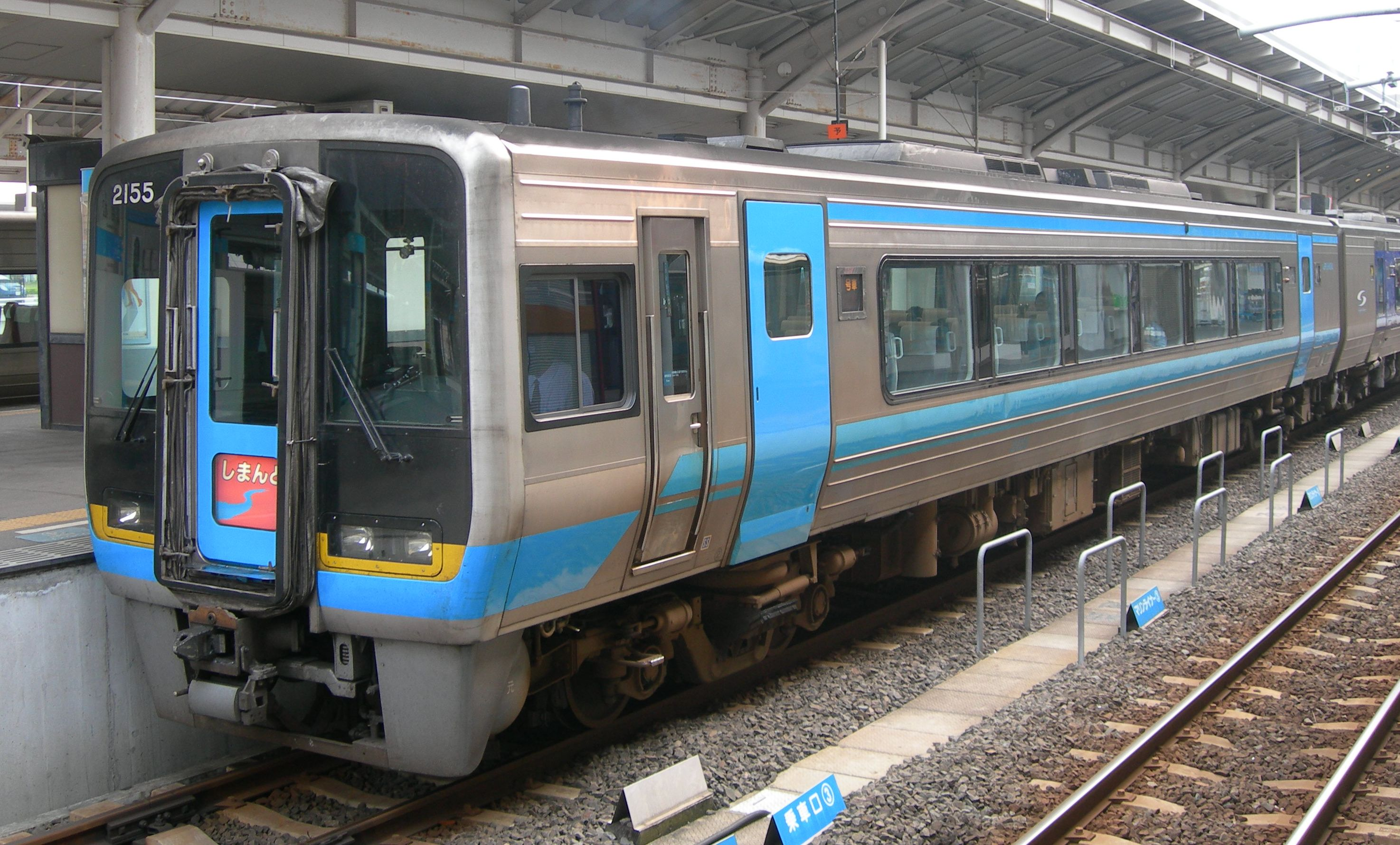
Série 2000
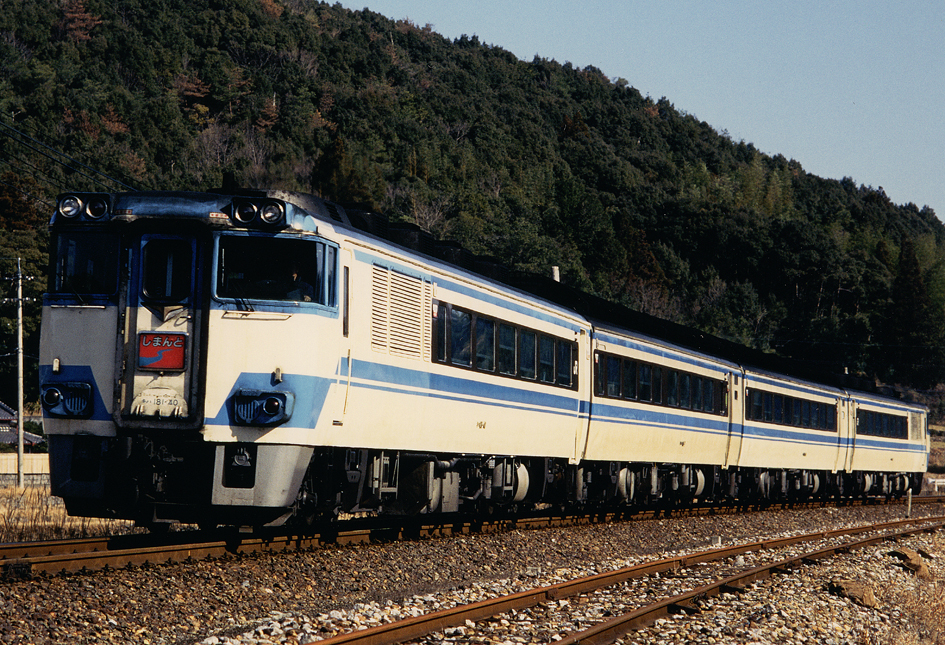
Série KiHa 181

## Composition des voitures
Au 13 mars 2021, les Shimanto utilisent des trains de deux voitures, dont les numéros sont différents suivant les trains. Tous les trains sont complètement non fumeurs.
- Shimanto no 3, 4, 6, 7, 8 et 9

| N° de voiture | 6       | 6           | 7           |
| Agencement    | Réservé | Non Réservé | Non Réservé |

- Shimanto no 1, 2, 5 et 10

| N° de voiture | 1       | 1           | 2           |
| Agencement    | Réservé | Non Réservé | Non Réservé |